# Логан (Ајова)
Логан (енгл. Logan) град је у америчкој савезној држави Ајова. По попису становништва из 2010. у њему је живело 1.534 становника.

## Демографија
Према попису становништва из 2010. у граду је живело 1.534 становника, што је -11 (-0.7%) становника више него 2000. године.
| Група             | 2000.         | 2010.         |
| Белци             | 1.526 (98,8%) | 1.501 (97,8%) |
| Афроамериканци    | 2 (0,1%)      | 1 (0,1%)      |
| Азијати           | 2 (0,1%)      | 6 (0,4%)      |
| Хиспаноамериканци | 10 (0,6%)     | 13 (0,8%)     |
| Укупно            | 1.545         | 1.534         |